# 빌 월시
빌 월시(Bill Walsh, 1913년 9월 30일~1975년 1월 27일)는 미국의 영화 제작자, 각본가이다.

## 영화
- 러브 버그(영어판) (1997년)
- 플러버 (1997년)
- 쉐기독 (1994년)
- 공룡 사라지다 (1975년)
- 허비 - 돌아오다 (1974년)
- 마법의 빗자루 (1971년)
- 러브 버그 (1969년)
- 검은수염의 유령 (1968년)
- 명탐정 디씨 (1965년)
- 머린 존스의 불운 (1964년)
- 메리 포핀스 (1964년)
- 건망증 선생님 2 (1963년)
- 본 보이즈! (1962년)
- 건망증 선생님 (1961년)
- 쉐기 독 (1959년)
- 미키 마우스 클럽 (1955년)
- 풍운아 데이비 크로켓 (1955년)
- 디즈니랜드 (1954년)